# تریس- (بنزیل‌تری‌آزولیل‌متیل) آمین
تریس(بنزیل تری آزولیل متیل) آمین (به انگلیسی: Tris-(Benzyltriazolylmethyl)amine) یک ترکیب شیمیایی با شناسه پاب‌کم ۱۱۲۰۳۳۶۳ است.